# Kostel svaté Anny (Škvorec)
Kostel svaté Anny ve Škvorci je římskokatolický filiální kostel náležící do správy římskokatolické farnosti Úvaly. Pozdně barokní kostel postavený v letech 1765–1767 se nachází na hřbitově nedaleko starého a nového zámku v centru středočeské obce Škvorec v okrese Praha-východ. Kostel je od roku 1958 chráněn jako kulturní památka.
Konají se zde pravidelné sobotní bohoslužby.

## Historie a popis

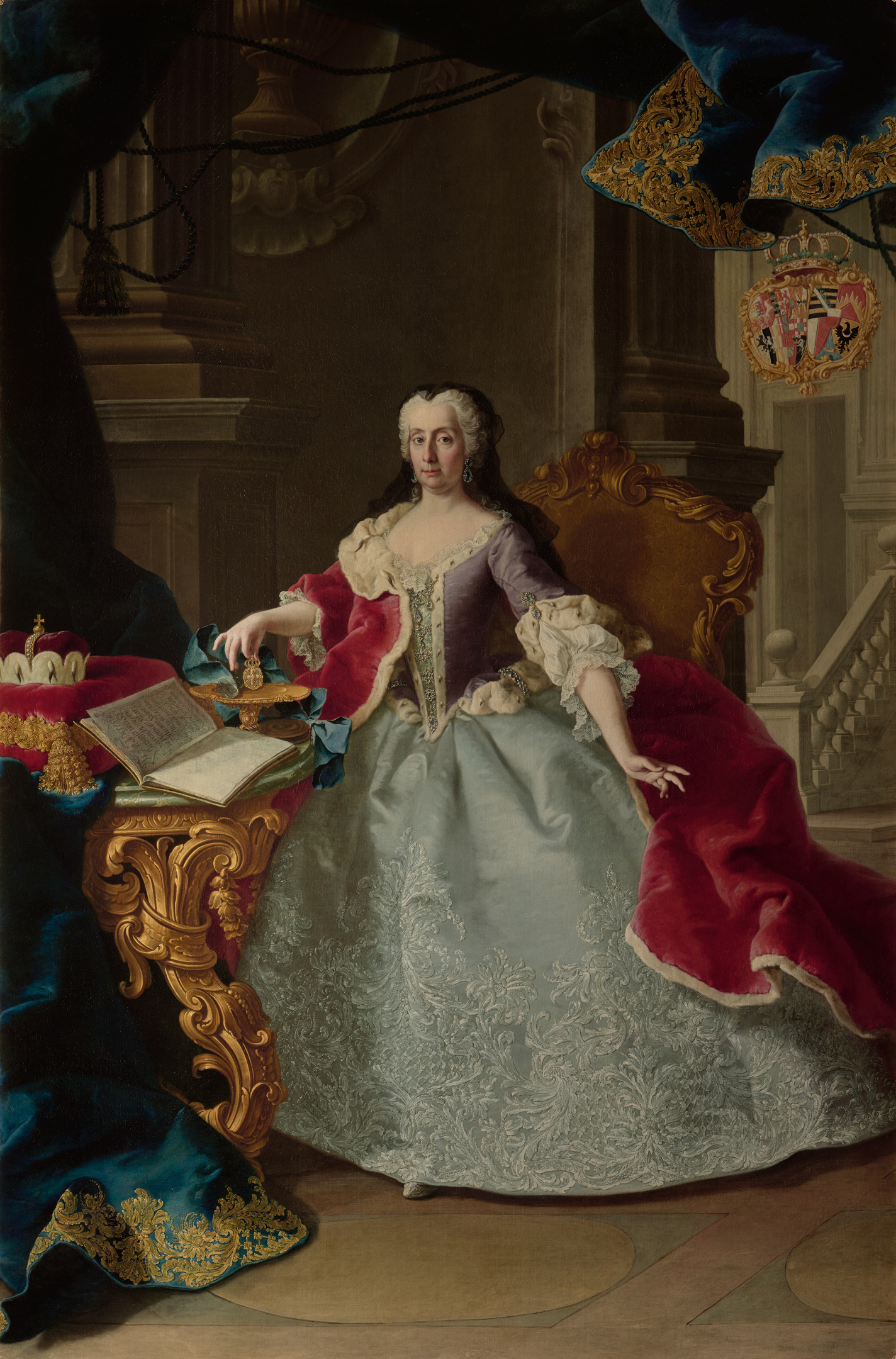
Marie Terezie Savojská, donátorka kostela

Dnešní škvorecký kostel sv. Anny stojí zřejmě na místě staršího gotického kostela, o kterém je zmínka již v roce 1356. Škvorecký pozdně barokní kostel sv. Anny je jednolodní. V letech 1765–1767 ho nechala postavit tehdejší majitelka zdejšího a okolních panství, vévodkyně Marie Terezie Savojská, rozená princezna z Lichtenštejna (1694–1772). O vzniku nového kostela bylo rozhodnuto v roce 1755 a plány k jeho stavbě vypracoval říčanský stavitel Tomáš Vojtěch Budil, náklady byly vyčísleny na 6 804 zlatých. Krátce nato ale vypukla sedmiletá válka a kvůli průchodům armád ve středních Čechách byla stavba pozastavena. Novým projektem byl v roce 1764 pověřen Antonín Haffenecker, který je uváděn i jako autor zvonice u kostela sv. Havla v nedaleké Štolmíři. Výstavbu kostela v letech 1765–1767 realizoval syn T. V. Budila Václav Antonín Budil, říčanský stavitel v lichtenštejnských službách a také starosta v Říčanech. Kostel byl slavnostně vysvěcen 15. listopadu 1767.
Interiérovou výzdobou byl pověřen pražský malíř Josef Hager, který také vymaloval hlavní oltář podle podkladů zaslaných Marií Terezií Savojskou z Vídně. Boční oltář s obrazem Panny Marie Pomocné pochází z 18. století, druhý boční oltář sv. Rodiny z roku 1846 byl darem knížete knížete Aloise II. z Lichtenštejna. Sochy sv. Augustina a sv. Mikuláše v nadživotní velikosti pocházejí z dílny barokního sochaře Ignáce Františka Weisse a pro kostel byly zakoupeny rodem Lichtenštejnů v roce 1861 z bývalého kláštera v Obořišti.
Ve věži býval původně zvon s reliéfem Panny Marie s mečem v prsou. Ten však byl za druhé světové války zrekvírován nacisty a v prosinci 2001 bylo na základě mezinárodní dohody zažádáno o finanční vyrovnání.